# Claude Ryan
Claude Ryan (ur. 26 stycznia 1925 w Montrealu, zm. 9 lutego 2004 tamże) – polityk i dziennikarz kanadyjski.

## Zarys biografii
W latach 1964–1978 był redaktorem naczelnym francuskojęzycznej gazety prowincji Quebec „Le Devoir”. W 1978 stanął na czele Liberalnej Partii Quebecu, był jednym z liderów opcji przeciwnej odłączeniu się Quebecu od Kanady w referendum 1980; po porażce w wyborach lokalnych w 1981 został zastąpiony na stanowisku szefa partii przez Gerarda Levesque (1982).
W 1985 Liberalna Partia Quebecu po 9 latach przerwy odzyskała kierowanie rządem lokalnym; Ryan sprawował funkcję ministra edukacji w gabinecie Roberta Bourassy. We wrześniu 1994 odszedł z życia politycznego.
W swojej polityce był nie tylko przeciwnikiem uzyskania przez Quebec niepodległości i pełnej niezależności od Kanady; sprzeciwiał się również utrzymywaniu status quo, uznawał bowiem istniejący system federalny za zbyt scentralizowany.